# Сардек-Баш
Сарде́к-Баш (тат. Сәрдекбаш) — село в Кукморском районе Республики Татарстан, административный центр Сардекбашского сельского поселения.

## География
Село находится на реке Бырбаш, в 28 км к северо-западу от районного центра, города Кукмора.

## История
В «Списке населенных мест по сведениям 1859—1873 годов», изданном в 1876 году, населённый пункт упомянут как казённая деревня Сардыбаш (Сардыкбаш) 2-го стана Малмыжского уезда Вятской губернии. Располагалась при речке Сардынке, по правую сторону Елабужского почтового тракта, в 32 верстах от уездного города Малмыжа и в 35 верстах от становой квартиры в казённом селе Поляны (Вятские Поляны). В деревне, в 46 дворах жили 299 человек (141 мужчина и 158 женщин), была мечеть.

## Экономика
Жители занимаются полеводством, овцеводством, овощеводством, работают преимущественно в ООО «Вахитово», крестьянских (фермерских) хозяйствах.

## Социальные объекты
Средняя школа, детский сад, дом культуры, библиотека, фельдшерско-акушерский пункт.

## Религиозные объекты
Мечеть.